# Яново (Бидґозький повіт)
Яново (пол. Janowo, нім. Kulmischjanau) — село в Польщі, у гміні Домброва-Хелмінська Бидґозького повіту Куявсько-Поморського воєводства.
Населення — 298 осіб (2011).
У 1975-1998 роках село належало до Бидгощського воєводства.

## Демографія
Демографічна структура станом на 31 березня 2011 року:
|          | Загалом | Допрацездатний вік | Працездатний вік | Постпрацездатний вік |
| -------- | ------- | ------------------ | ---------------- | -------------------- |
| Чоловіки | 146     | 41                 | 91               | 14                   |
| Жінки    | 152     | 37                 | 90               | 25                   |
| Разом    | 298     | 78                 | 181              | 39                   |